# Dogma (film)
A Dogma Kevin Smith rendező 1999-ben forgatott komédiája, amely Isten, a vallás, a katolicizmus és napjaink emberének viszonyát feszegeti. Az Amerikai Egyesült Államokban bemutatását követően a Katolikus Liga a film betiltását követelte. Kis költségvetése ellenére neves filmszínészek közreműködésével készült. A rendező is szerepel a filmjeiben visszatérő, kissé ütődött Jay és Néma Bob párosból Néma Bob-ként.

## Cselekmény

Néma Bob és Bethany

Azrael, a pokolból megszökött démon a katolicizmus egyik dogmáját kihasználva (miszerint, ha valaki átsétál egy felszentelt templom boltíve alatt, megtisztul bűneitől), fellázítja a mennyből letaszított két bukott angyalt, Lokit és Bartlebyt, hogy válasszák ezt a módját a visszatérésnek. Csakhogy ezzel Isten tévedhetetlensége kérdőjeleződne meg, ami által a létezés maga kerül veszélybe.
A történet előrehaladtával derül ki, hogy Lokit, aki a halál angyala, Isten büntető karja, barátja, Bartleby rábeszéli, hogy utasítsa vissza az emberölési parancsot. Isten ezért letaszítja őket a mennyből, és arra ítéltetnek, hogy a világ végéig Wisconsinban éljenek, halhatatlanul az emberek között. Amikor Red Bank-ben (New Jersey) a katolikus templom centenáriumát ünnepli, Glick bíboros meghirdeti a Katolicizmus hajrá! kampányt, és kihirdeti a bűnbocsánatot azok számára, akik belépnek a templomba ez alkalomból. A katolikus dogma szerint Jézus megígérte Szent Péternek, hogy amit az egyház helyesnek talál a Földön, azt ő is helyesnek fogadja el a mennyben. Ezzel ellentétbe kerül Isten ítélete és a katolikus dogmából eredő bűnbocsánat, azaz megkérdőjeleződik Isten csalhatatlansága. Isten mindenhatósága révén megakadályozhatná Lokit és Bartlebyt tervében, ám Isten szabad idejében szívesen hódol a „görkorongnak”, amihez időről időre emberi testet ölt, és leszáll a földre. Ebben az állapotában megtámadja három „rosszcsont”, akiket Azrael bízott meg. Kómában fekszik a kórházban, élet-halál között, emberi testbe zárva, cselekvési szabadságától megfosztva.
A film főszereplője Bethany Sloane, aki egy abortuszklinikán dolgozik, hitét vesztett katolikus, akit elhagyott a férje meddősége miatt. Később megtudjuk, hogy ő az Utolsó Sarj, azaz Jézus családjának utolsó élő utódja. Ezt a Metatron közli vele, aki Isten akaratát tolmácsolja az élőknek. Bethany feladatául adja a két renegát angyal megállítását. Segítői is akadnak a munkához: Rufus (a 13. apostol), aki halottként pottyan le az égből, és folyton amiatt siránkozik, hogy kihagyták a Bibliából, mert fekete. És Ügyi-Bügyi a múzsa, aki megunta, hogy mindenkit ő ihlet meg. De amikor megkapta a kért testet Istentől, az emberek között saját magának nem tudott ihletet adni. Végül Jay és Néma Bob a két „próféta”, akik csetlő-botló, szexéhes, füves léhűtők, ám szívesen segítenek a küldetés végrehajtásában, némi szexuális ellenszolgáltatás reményében.
Úton New Jersey felé a két angyal, valamint a jók kicsiny csapata a vonaton egymásba botlik. Már-már bekövetkezik a végkifejlet, ám Néma Bob, aki ritkán szól, de akkor velősen, Bartlebyt és Lokit egyszerűen kihajítja a robogó vonatból és csak annyit mond a rémült utasoknak: „Nem volt jegyük!”. Ezután már csak a templom előtt, a végső összecsapásnál találkoznak a történet főhősei, ahol a két angyal vérfürdőt rendez a felszentelési ünnepség résztvevői között. Ha elvesztik szárnyaikat, emberré válnak, így halandóvá is. Átmehetnek a templom boltíves kapuján és megtisztulva bűneiktől, haláluk után visszatérhetnek a mennyországba, beteljesítvén a végzetet, nemlétté téve a létezést.
Bethany ekkor megvilágosodik, összerakja a történet mozaikjait és rájön, hogy maga Isten, akit a kórházban, a kómában életben tartanak az emberi test rabságában és lekapcsolja a gépről a görkorongozó szerencsétlent. Isten (aki mint kiderül: nő) éppen időben térhet vissza, hogy megakadályozza a világ végét, de ezért Bethanynak az életét kell adnia.
Isten, aki nem csak egyszerűen nő, hanem egy jó humorú nő, elsimítja a történet ráncait: feltámasztja Bethanyt, aki nem csak termékenységét nyeri vissza, hanem immár méhében hordozza már az új Utolsó Sarjat és végre visszanyeri a hitét.

## Szereplők
| Szerep                         | Színész           | Magyar hang         |
| ------------------------------ | ----------------- | ------------------- |
| Bethany Sloane, az Utolsó Sarj | Linda Fiorentino  | Radó Denise         |
| Bartleby                       | Ben Affleck       | Széles Tamás        |
| Loki                           | Matt Damon        | Dévai Balázs        |
| Jay                            | Jason Mewes       | Markovics Tamás     |
| Néma Bob                       | Kevin Smith       | Vizy György         |
| Rufus, a 13. apostol           | Chris Rock        | Csőre Gábor         |
| Grant Hicks (TV riporter)      | Brian O'Halloran  |                     |
| Glick bíboros                  | George Carlin     | Tolnai Miklós       |
| Isten (nő)                     | Alanis Morissette |                     |
| Metatron (Isten hangja)        | Alan Rickman      | Helyey László       |
| Múzsa (Ügyi-Bügyi)             | Salma Hayek       | Majsai-Nyilas Tünde |
| Azrael                         | Jason Lee         | Viczián Ottó        |